# Jarosław Jakubowski
Jarosław Jakubowski (ur. 6 marca 1974 w Bydgoszczy) – polski poeta, prozaik, dramatopisarz, krytyk literacki, dziennikarz. Od grudnia 2015 rzecznik prasowy wojewody kujawsko-pomorskiego.

## Życiorys
Studiował budownictwo lądowe na Politechnice Gdańskiej i politologię na Uniwersytecie Gdańskim.
Autor tomów poetyckich: Wada wymowy (Klub Poetycko-Wydawniczy Arkona, Bydgoszcz 1996), Kamyki (Wydawnictwo Akwilo, Bydgoszcz 1998), Marta (Instytut Wydawniczy Świadectwo, Bydgoszcz 2001), Wyznania ulicznego sprzedawcy owoców (IW Świadectwo, Bydgoszczy 2003), Wszyscy obecni (Galeria Autorska Jana Kai i Jacka Solińskiego, Bydgoszcz 2006), Pseudo (Biblioteka Toposu, Sopot 2007), Ojcostych (Wydawnictwo Mamiko, Nowa Ruda 2007), Flow (Biblioteka Bydgoskiego Oddziału Stowarzyszenia Pisarzy Polskich, Bydgoszcz 2012), Święta woda (Biblioteka Toposu, Sopot 2012), Światło w lesie (Galeria Autorska, Bydgoszcz 2015), tomu krótkich próz Slajdy (Biblioteka Toposu, Sopot 2009), powieści Cyryl, dlaczego to zrobiłeś? (Instytut Wydawniczy Świadectwo, Bydgoszcz 2012) oraz zbioru dramatów Witaj Barabaszu (Agencja Dramatu i Teatru ADiT / Instytut Literatury, Warszawa / Kraków 2020).
Współuczestnik antologii literackiej Mówi Bydgoszcz (Wydawnictwo Misty, Bydgoszcz 2005) oraz Poza słowa. Antologii wierszy 1976-2006 (pod redakcją Tadeusza Dąbrowskiego).
W roku 2007 stypendysta Ministra Kultury i Dziedzictwa Narodowego. Zdobywca wyróżnienia w konkursie na Bydgoską Książkę Roku 2003 (za Wyznania...), laureat nagrody Strzały Łuczniczki za Bydgoską Książkę Roku 2007 (za tom Pseudo) i w 2009 roku (za tom Slajdy). Trzykrotnie nominowany do Orfeusza – Nagrody Poetyckiej im. K.I. Gałczyńskiego (w 2016 roku za tom Światło w lesie, w 2018 roku za tom Wzruszenia oraz w 2023 roku za tom Dzień, w którym umarł Belmondo).
Współpracownik dwumiesięcznika literackiego Topos.
W 2007 roku w Laboratorium Dramatu Tadeusza Słobodzianka odbyło się czytanie sztuki J. Jakubowskiego pt. Dom matki. Na polskich scenach odbyły się premiery jego sztuk: Generał, Życie, Koncert na rożek, bęben i violę, Wszyscy święci, Wieczny kwiecień, Człowiek, który nie umiał odejść. Na podstawie sztuk: Generał, Zgon w pałacu biskupim i Głową w dół Polskie Radio zrealizowało słuchowiska. Sztuka Generał zwyciężyła na 6. Festiwalu Polskich Sztuk Współczesnych „Raport” w Gdyni w 2011 roku. W 2012 roku sztuką Wieczny kwiecień J.Jakubowski zwyciężył w ogólnopolskim konkursie dramaturgicznym „Metafory Rzeczywistości” w Poznaniu. Na 2014 rok zapowiedziano premiery dwóch kolejnych sztuk: Magik i Licheń Story.
Wszedł w skład komitetu wspierającego kandydaturę Karola Nawrockiego na prezydenta RP w wyborach w 2025.
Członek Stowarzyszenia Pisarzy Polskich od 2006 roku, w latach 2009–2011 prezes oddziału bydgoskiego SPP. Mieszka w Koronowie.